# Staničići Žumberački
Staničići Žumberački – wieś w Chorwacji, w żupanii zagrzebskiej, w gminie Krašić. W 2011 roku liczyła 2 mieszkańców.